# NGC 6910
NGC 6910 је расејано звездано јато у сазвежђу Лабуд које се налази на NGC листи објеката дубоког неба.
Деклинација објекта је + 40° 46' 43" а ректасцензија 20h 23m 12,0s. Привидна величина (магнитуда) објекта NGC 6910 износи 7,4. NGC 6910 је још познат и под ознакама OCL 181.